# Сони Ериксон K700
Сони Ериксон K 700 је модел телефона из сони-ериксонове K серије.

## Карактеристике
Екран
- 65,536 боја, TFT LCD екран

Димензије
- 99 x 46 x 19

Маса
- 93

Меморија
- 42

## Варијанте
- K700i
- K700c